# Aislamiento Social Preventivo y Obligatorio

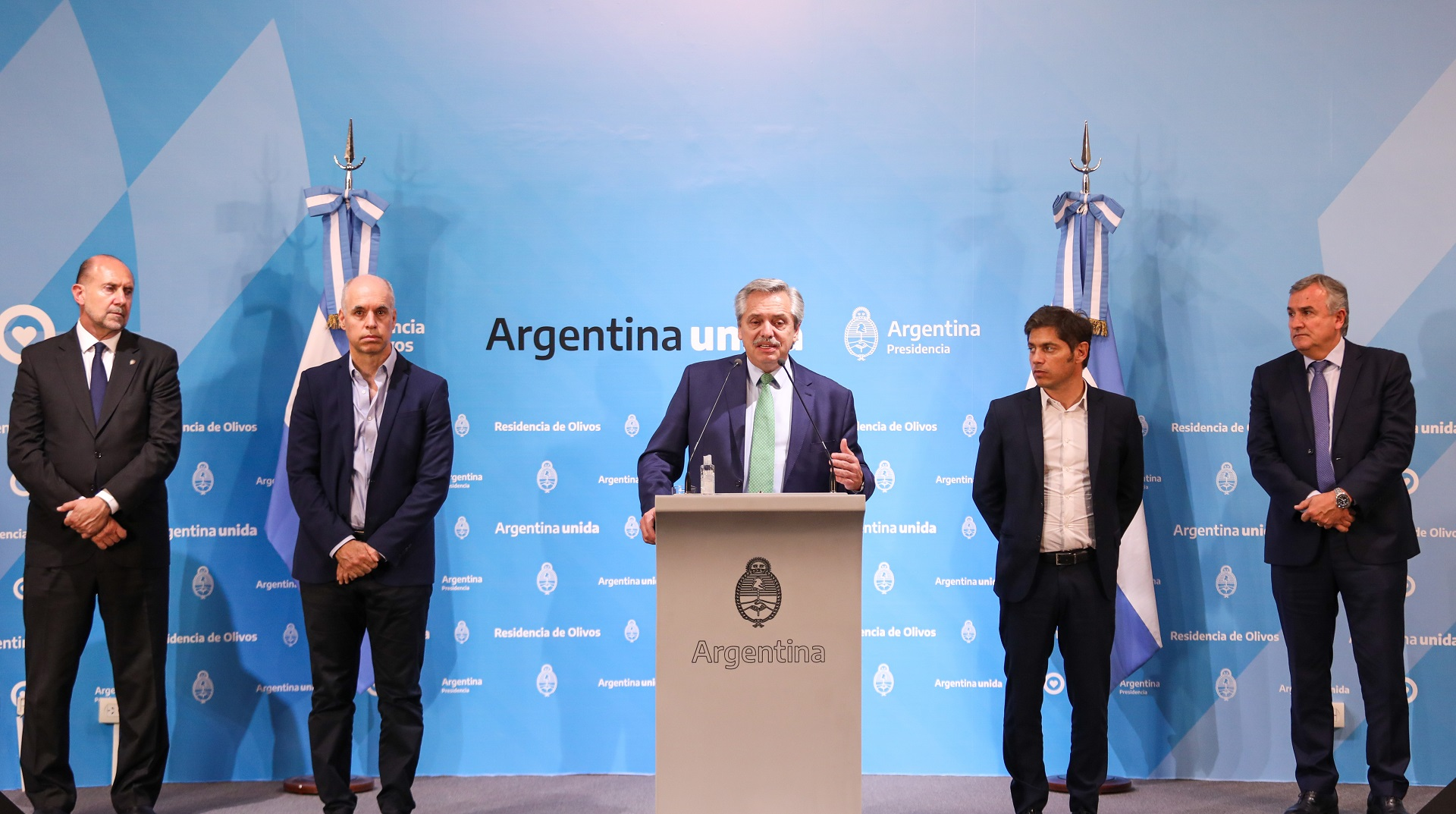
El presidente de la Nación, Alberto Fernández anuncia el Aislamiento Social Preventivo Obligatorio, acompañado de los gobernadores Omar Perotti (Santa Fe), Horacio Rodríguez Larreta (Ciudad de Buenos Aires), Axel Kicillof (provincia de Buenos Aires) y Gerardo Morales (Jujuy).

El Aislamiento Social Preventivo y Obligatorio o ASPO o ASPRO fue la primera y más importante medida sanitaria por la pandemia de COVID-19 en Argentina decretada por el presidente Alberto Fernández en marzo de 2020, en la primera etapa temprana de la expansión del coronavirus en Argentina, con el objetivo de limitar su propagación.
Esta cuarentena fue una de las más largas de todos los países del mundo. En total, duró hasta el 31 de diciembre de 2022, y por eso, Argentina fue reconocida internacionalmente por la severidad de sus medidas ya que ocupó el segundo lugar a nivel global en el ranking de países con las cuarentenas más estrictas durante la pandemia de COVID-19.
La implementación del ASPO otorgó amplios poderes a las fuerzas de seguridad, que fueron habilitadas a realizar controles vehiculares y en espacios públicos, a dispersar reuniones sociales y, en caso de incumplimiento. El presidente Fernández aseguró que sería  inflexible con todo aquel que violara la medida de aislamiento La línea telefónica 134 fue habilitada como canal de denuncias ciudadanas sobre posibles violaciones al aislamiento.
En todo el país se llevaron a cabo extensas acciones de vigilancia coordinadas por diferentes organismos de las fuerzas de seguridad, con el objetivo garantizar el estricto cumplimiento del aislamiento obligatorio, que podían intervenir de manera inmediata para detener a cualquier ciudadano que incumpliera el ASPO. A los dos meses y medio de comenzado el ASPO   ya 93.177 personas habían sido detenidas por haber salido a la calle. La entrega del control del confinamiento a los organismos de seguridad derivó en numerosos episodios de represión y violencia institucional con numerosos casos de muertes producto de la represión.  Entre el 20 de marzo y el 4 de mayo hubo 10.887 detenciones policiales por transgredir el decreto del ASPO.  En noviembre ya había habido 400 casos de asesinatos en manos de las fuerzas de seguridad. La represión estatal asesinó a una persona cada 20 horas en Argentina, y numerosas personas denunciaron haber sido golpeadas o torturadas por haber violado el ASPO, por haber salido a la calle o por no usar barbijo.
Como consecuencia de que la gente no podía ir a trabajar, muchas empresas y pequeños comercios se fundieron y debieron cerrar. La economía se paralizó. El  impacto laboral fue importante porque se registró un enorme deterioro sobre el mercado de trabajo argentino. Solo en 2020 la pobreza aumentó al 42%.                                                                                                                                                                      La población no tenía autorización para salir a la calle, las visitas a familiares estaban prohibidas, los ancianos en los geriátricos quedaron completamente aislados de sus familias, los locales comerciales permanecían cerrados, y quienes practicaban deportes tenían restringido el acceso a espacios públicos. El aislamiento y la falta de acceso a las escuelas tuvo un alto impacto en el estado emocional de los niños, quienes no pudieron concurrir a clases durante un año y medio.   Estaban prohibidas las visitas a los hospitales y los velorios y entierros. La gente no podía despedirse de sus seres queridos en caso de fallecimiento.
Aunque al comienzo el ASPO tuvo mucho apoyo, con el tiempo la población comenzó a rebelarse. Entre el 16 de marzo y el 7 de junio de 2020 ya había habido hubo 489 protestas sociales en las calles. Cuando se cumplieron dos años del ASPO, miles de personas se manifestaron con cacerolazos y diversas protestas en el Obelisco en la Ciudad Autónoma de Buenos Aires y en otros puntos del país, por la “libertad” y en contra del “encierro”.
Las tensiones se agravaron aún más a raíz del denominado escándalo por vacunatorio VIP en el Ministerio de Salud de Argentina que estalló en febrero de 2021 y puso en duda la equidad en el acceso a la vacunación, y con el llamado «escándalo de la fiesta de Olivos», cuando los argentinos se enteraron de que durante la pandemia la familia presidencial no solamente había continuado con su vida normal sino que incluso habían festejado fiestas en la quinta presidencial en la localidad de Olivos, y que el presidente recibía visitas personales de distintas mujeres en la quinta presidencial de Olivos sin respetar el ASPO.
Durante la llamada cuarentena fallecieron 130.537 personas por coronavirus en ese país. En julio de 2021, cuando todavía funcionaba la cuarentena, Argentina se encontraba en el puesto número  4 del ranking de los países  de Latinoamérica con mayor cantidad de fallecidos por covid en relación a su población, con  2.196 muertes por millón de habitantes. Fue una de las cuarentenas más largas del mundo con resultados no exitosos.

## Decretos de necesidad y urgencia

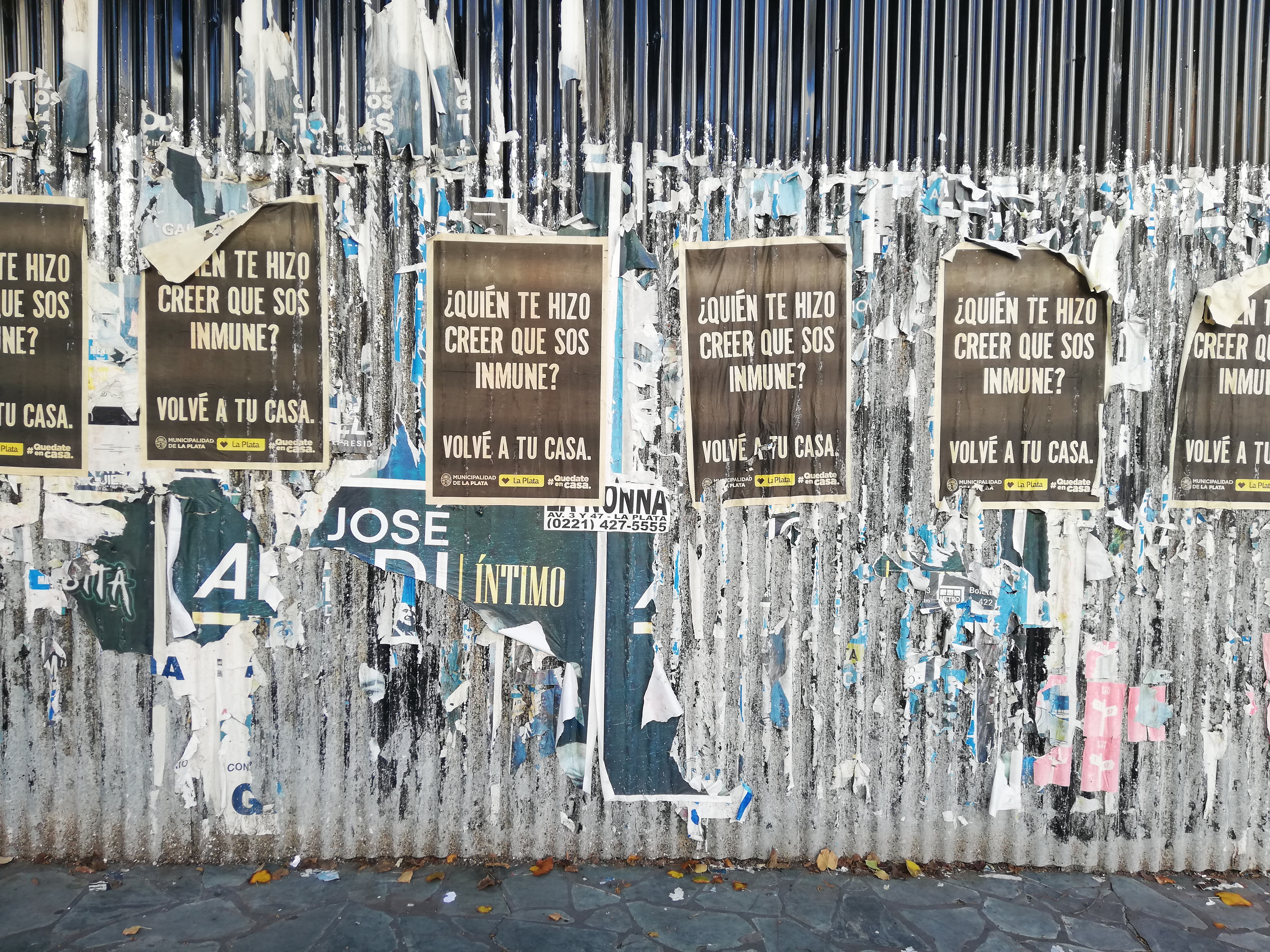
afiches públicos sobre el coronavirus.

El Aislamiento Social Preventivo y Obligatorio o ASPO o ASPRO fue la primera y más importante medida sanitaria por la pandemia de COVID-19 en Argentina decretada por el presidente Alberto Fernández en marzo de 2020, en la primera etapa temprana de la expansión del coronavirus en Argentina, con el objetivo de limitar su propagación. Durante la llamada cuarentena fallecieron 130.537 personas por coronavirus en ese país. En julio de 2021, cuando todavía funcionaba la cuarentena, Argentina se encontraba en el puesto número  4 del ranking de los países  de Latinoamérica con mayor cantidad de fallecidos por covid en relación a su población, con  2.196 muertes por millón de habitantes.
El decreto  fue prorrogado en numerosas ocasiones por el decreto N° 260 del 12 de marzo de 2020 y su modificatorio, 287 del 17 de marzo de 2020, 297 del 19 de marzo de 2020, 325 del 31 de marzo de 2020, N° 331/20, 355 del 11 de abril de 2020, N° 365/20  y N° 408/20 del 26 de abril de 2020,  el N° 409/20, el  N° 459/2020, N°  576/2020, el decreto 125/2021 y se amplió por la Ley N° 27.541 por el plazo de un año, por lo que el aislamiento obligatorio debía durar hasta  marzo de 2021, continuó prorrogándose hasta el 31 de diciembre de 2022. Esta cuarentena fue una de las más largas de todos los países del mundo. En total, duró hasta el 31 de diciembre de 2022, y por eso, Argentina fue reconocida internacionalmente por la severidad de sus medidas ya que ocupó el segundo lugar a nivel global en el ranking de países con las cuarentenas más estrictas durante la pandemia de COVID-19.
Con apenas un centenar de casos confirmados y tres fallecimientos, el presidente Alberto Fernández firmó el Decreto de Necesidad y Urgencia (DNU) 297/2020, denominada Aislamiento Social Preventivo y Obligatorio', mediante el cual se ordenó el confinamiento obligatorio de toda la población, excepto para aquellos trabajadores considerados esenciales.

Durante la vigencia del “aislamiento social, preventivo y obligatorio”, las personas deberán permanecer en sus residencias habituales o en la residencia en que se encuentren a las 00:00 horas del día 20 de marzo de 2020, momento de inicio de la medida dispuesta. Deberán abstenerse de concurrir a sus lugares de trabajo y no podrán desplazarse por rutas, vías y espacios públicos, todo ello con el fin de prevenir la circulación y el contagio del virus COVID-19.[...] No podrán realizarse eventos culturales, recreativos, deportivos, religiosos, ni de ninguna otra índole que impliquen la concurrencia de personas. Se suspende la apertura de locales, centros comerciales, establecimientos mayoristas y minoristas, y cualquier otro lugar que requiera la presencia de personas.

Inmediatamente se cancelaron todos los eventos culturales, deportivos y sociales, mientras que las calles de las principales ciudades del país quedaron desiertas. El Ministerio de Educación suspendió las clases presenciales en todos los niveles educativos a través de la Resolución 108/2020.
La implementación del ASPO otorgó amplios poderes a las fuerzas de seguridad, que fueron habilitadas a realizar controles vehiculares y en espacios públicos, a dispersar reuniones sociales y, en caso de incumplimiento, a proceder con detenciones conforme al Código Penal y al uso del Sistema de Información Federal de Comunicaciones Policiales (SIFCOP).  para consultar de manera instantánea quienes transgredían el aislamiento obligatorio y salían a la calle, las fuerzas de seguridad podían consultar al SIFCOP para constatar si los ciudadanos detenidos ya había violado la cuarentena y proceder a detenerlos.
La línea telefónica 134 fue habilitada como canal de denuncias ciudadanas sobre posibles violaciones al aislamiento, en la cual  se podían denunciar a los vecinos que incumplían el ASPO.
El presidente Fernández aseguró que sería  inflexible con todo aquel que violara la medida de aislamiento en un discurso transmitido por cadena nacional:

A los idiotas les digo que la Argentina de los vivos se terminó. Al que viola la cuarentena, le va a caer todo el rigor de la ley, y si va en su auto, se le secuestra el auto, porque es una persona muy peligrosa, que está exponiendo a todos los demás.

El 25 de marzo, en el programa televisivo Cortá por Lozano, el presidente pidió a las fuerzas de seguridad que actuaran «sin contemplaciones» ante los infractores a las medidas sanitarias.

Esos personajes la verdad van a tener que explicarle mucho a la sociedad argentina la desaprensión para con el otro. Y las fuerzas de seguridad se van a encontrar con personajes que se sienten poderosos y que pueden hacer lo que quieran. Simplemente a esa gente la reportan y que la Justicia va a hacer lo que tiene que hacer. A los idiotas les digo lo mismo que vengo diciendo desde hace mucho tiempo: la Argentina de los vivos que se zarpan y pasan por sobre los bobos se terminó. Acá estamos hablando de la salud de la gente, no voy a permitir que hagan lo que quieran. Si lo entienden por las buenas, me encanta. Si no, me han dado el poder para que lo entiendan por las malas. Y en la democracia entenderla por las malas es que terminen frente a un juez explicado lo que hicieron. Y cuando a uno le queda el registro de condenado, después no lloren.

En ese momento, las provincias argentinas comenzaron a establecer regulaciones propias. En Mendoza, la Cámara de Diputados aceptó una reforma legal que penalizaba las reuniones sociales en domicilios particulares, con sanciones que incluían arrestos y trabajo comunitario.  En Salta, se impusieron sanciones que incluían arresto, multas y trabajo comunitario para quienes violasen el aislamiento.

## Infracciones al ASPO

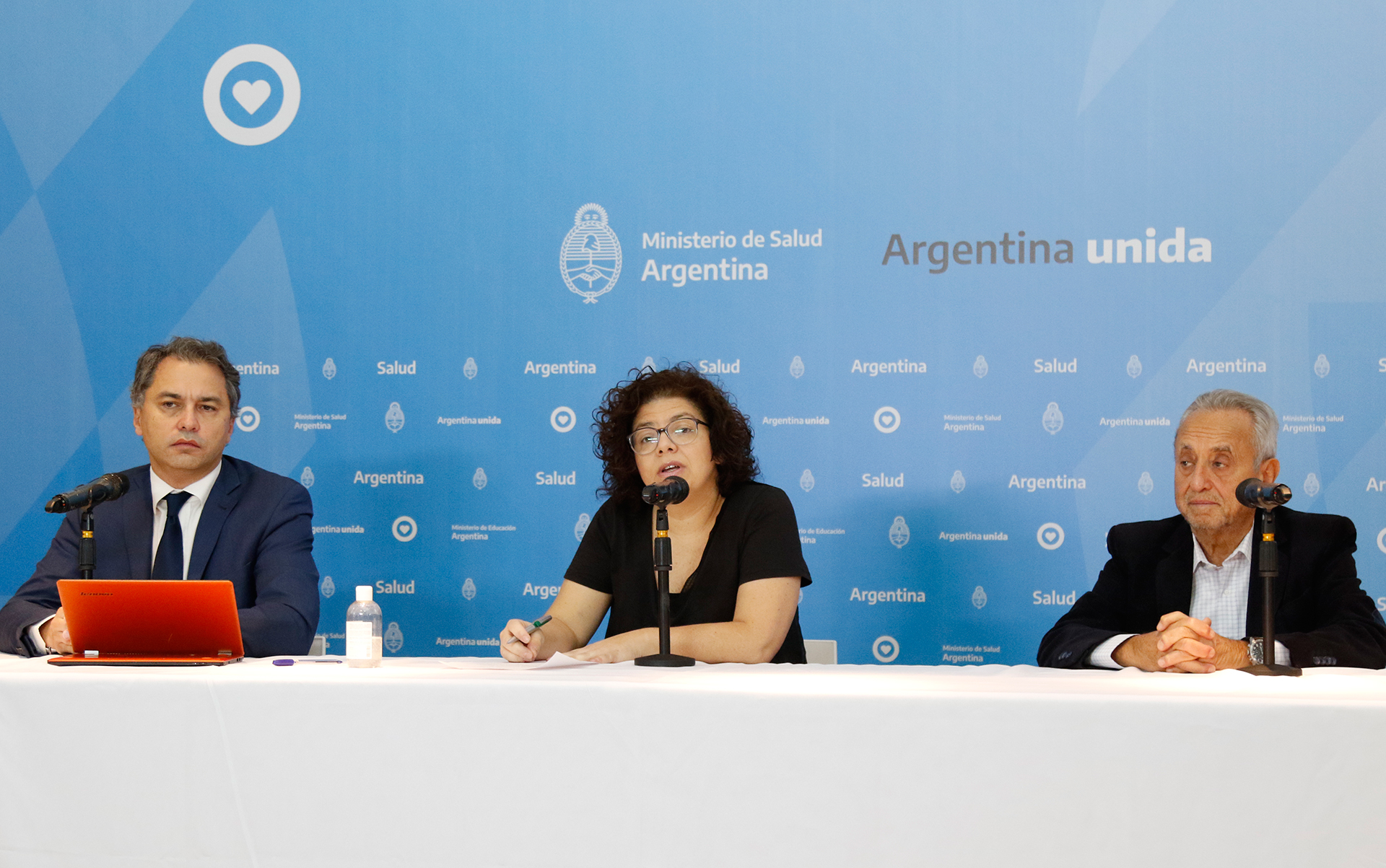
Carla Vizzotti, ministra de Salud durante el Aislamiento Social Preventivo y Obligatorio hablando del mismo.

El 26 de marzo de 2020 ya había  600 autos secuestrados por la policía por salir a la calle,  2.226 personas detenidas por no cumplir con el aislamiento obligatorio y 41.346 personas notificadas por el ministerio para que se dirigieran a sus domicilios a permanecer encerrados durante el aislamiento obligatorio.
En todo el país se llevaron a cabo extensas acciones de vigilancia coordinadas por diferentes organismos encargados del orden, incluyendo a la policía, la prefectura y otras entidades, con la finalidad de garantizar el cumplimiento del aislamiento obligatorio, dado que la normativa facultaba al Ministerio de Seguridad a realizar inspecciones en vías de tránsito y lugares comunes, y a intervenir de manera inmediata para detener cualquier incumplimiento. Las fuerzas contaban con acceso al SIFCOP (Sistema de Información Federal de Comunicaciones Policiales), un mecanismo que permitía consultar de forma instantánea antecedentes judiciales, restricciones, pedidos de localización y medidas cautelares. Gracias a este sistema, los agentes podían verificar en tiempo real si una persona ya había violado las reglas sanitarias y proceder a su detención.
La gestión del aislamiento y su control por parte de fuerzas de seguridad fue objeto de debate público, tanto por su eficacia sanitaria como por los costos sociales, económicos y en materia de derechos humanos.  Las tareas de control y vigilancia que normalmente cumplían las fuerzas de seguridad se resignificaron bajo el lema de la "política del cuidado". Se desplegaron múltiples operativos de todas las fuerzas de seguridad, incluyendo policía y prefectura para custodiar el cumplimiento del aislamiento social obligatorio. A los dos meses y medio de comenzada la cuarentena el gobierno nacional informó que ya 93.177 personas habían sido detenidas por haber salido a la calle. La entrega del control del confinamiento a los organismos de seguridad derivó en numerosos episodios de represión y violencia institucional, que afectaron principalmente a los sectores más empobrecidos. Con el endurecimiento de los controles y la carta libre que le dieron a la policía para reprimir, se multiplicaron las denuncias por violencia institucional y abusos por parte de las fuerzas de seguridad. Se registraron casos emblemáticos de represión en barrios populares, detenciones arbitrarias, golpizas y situaciones de hostigamiento a sectores vulnerables, incluyendo a migrantes, jóvenes y trabajadores informales. Distintos organismos de derechos humanos y las defensorías del pueblo en distintas provincias denunciaron numerosos casos de represión arbitraria y hostigamiento policial. Según datos del Ministerio de Seguridad de Argentina,  entre el 20 de marzo y el 4 de mayo hubo 10.887 detenciones policiales por transgredir el decreto del ASPO. Para agosto de 2020 ya se habían hecho 531 denuncias de abusos policiales ante la Secretaría de Derechos Humanos, y 23 muertes bajo custodia estatal: ocho en comisarías y quince en cárceles, además de más de una docena de ejecuciones extrajudiciales por parte de la policía. Entre  marzo y agosto de 2020 se habían registrado 92 muertes por represión de integrantes de las fuerzas de seguridad.  En noviembre ya había habido 400 casos de asesinatos en manos de las fuerzas de seguridad. Según CORREPI, el ASPO «instaló un verdadero estado de excepción, con suspensión de derechos y garantías, con el objetivo de imponer el más férreo disciplinamiento y control social.» La represión estatal asesinó a una persona cada 20 horas en Argentina, y numerosas personas denunciaron haber sido golpeadas o torturadas por haber violado el ASPO, por haber salido a la calle o por no usar barbijo. Fue una de las cuarentenas más largas del mundo con resultados no exitosos.
Entre los casos de exceso de represión policial que tuvieron mayor repercusión por haber terminado en muertes, se encuentran los homicidios de Florencia Magalí Morales, detenida porque la terminación de su DNI no le permitía circular ese domingo según el Cronograma de Circulación Obligatorio,  Luis Armando Espinoza, desaparición forzada seguida de muerte, fue el primero en el marco de excepción generado por el ASPO, Alexis Lucero, Raúl Dávila, Facundo Astudillo Castro, desaparición forzada de persona seguida de muerte, Lucas Nahuel Verón Blas Correa, Diego Arzamendia, Lucas David Barrios, Augusto Oscar Iturralde, Ulises Rial, y Alan Maidana.
En el caso de Franco Maranguello, de 16 años, detenido en la puerta de su casa por violar el ASPO, el Senado de la Nación solicitó un informe para saber «si, con motivo de la excepcional situación social que atravesamos con motivo de la pandemia de COVID-19 y las medidas restrictivas de garantías dictadas oportunamente como consecuencia de la misma, se han dictado normas o protocolos destinados a prevenir torturas, tratos crueles inhumanos o degradantes y salvaguardar el derecho de toda persona privada de libertad a ser tratada con el respeto debido a la dignidad inherente al ser humano», y la Cámara de Diputados del Congreso Nacional decidió convocar al Secretario de Derechos Humanos de la Nación, Horacio Pietragalla Corti, para dar explicaciones sobre el caso.
En el caso de Mauro Coronel, hasta Amnistía Internacional emitió un comunicado en el que exigió justicia

## Consecuencias del ASPO

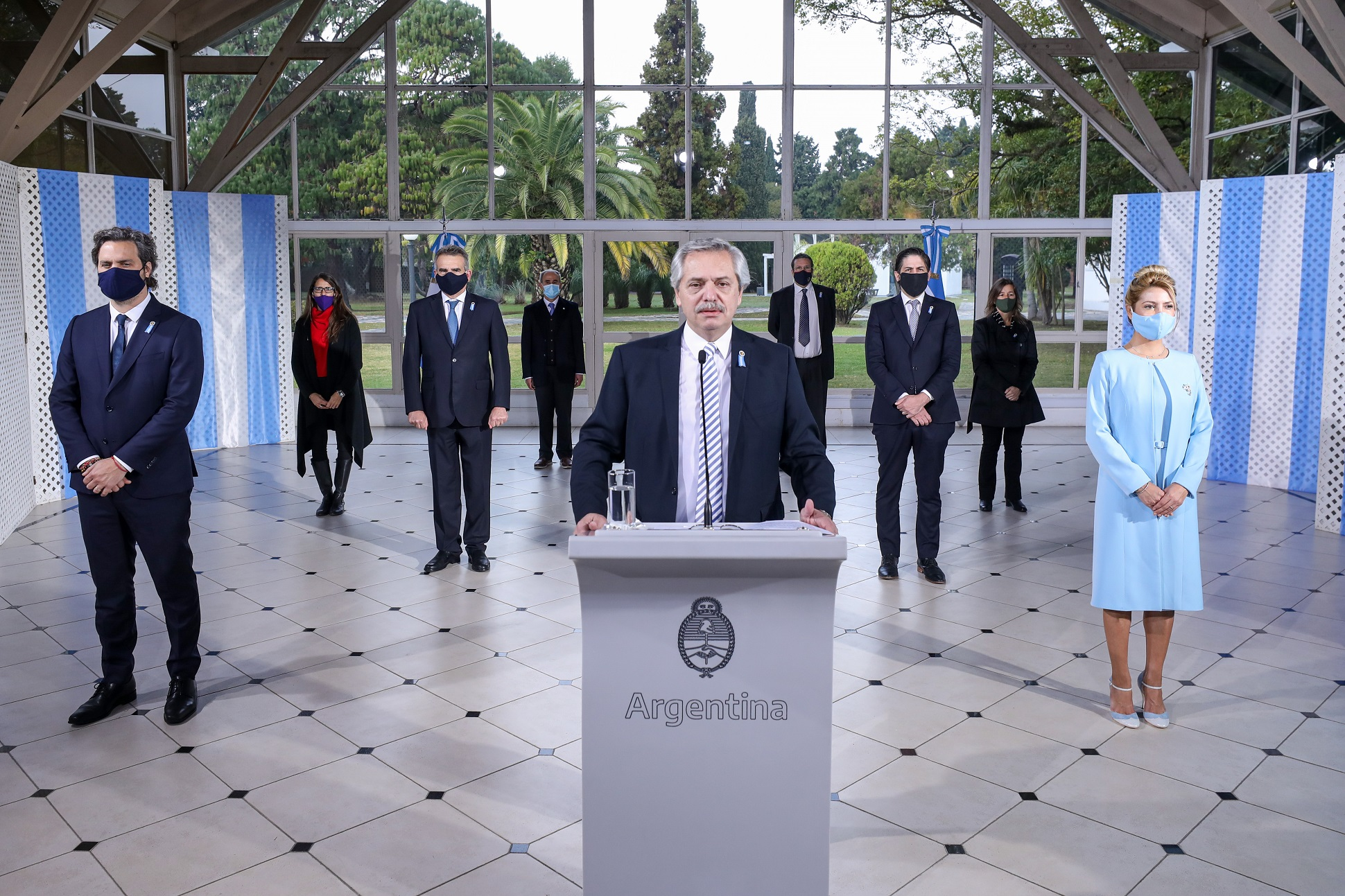
Discurso de Alberto Fernández el 20 de junio de 2020

Como consecuencia de que la gente no podía ir a trabajar, muchas empresas y pequeños comercios se fundieron y debieron cerrar. Según algunas fuentes cerraron sus puertas 90.000 comercios, según otras fueron  90.000 locales y 41.000 pymes  (pequeñas y medianas empresas), y según otras fuentes cerraron 22.000 pymes.  La desocupación y el desempleo llegaron al 13,1% en el segundo trimestre de 2020. La economía se paralizó. El  impacto laboral fue importante porque se registró un enorme deterioro sobre el mercado de trabajo argentino. Solo en 2020 la pobreza aumentó al 42%.
El aislamiento y la falta de acceso a las escuelas tuvo un alto impacto en el estado emocional de niñas y niños, quienes no podían concurrir a clases.                                                                                                                                                                                La población no tenía autorización para realizar ejercicios al aire libre ni salir a correr, las visitas a familiares estaban restringidas, los niños y niñas no asistían a clases presenciales, los locales comerciales permanecían cerrados, y quienes practicaban deportes tenían restringido el acceso a espacios públicos. Hubo casos de corredores que fueron detenidos por intentar correr en los parques públicos y otros deportistas por intentar realizar cualquier tipo de deportes. Esto  instaló un debate sobre la vulneración de libertades civiles y el derecho a la libre circulación, legalizado en la Constitución Nacional, y comenzaron a aparecer médicos en los medios de comunicación dando recomendaciones sobre la necesidad de mantener una vida activa, con salud física y mental. El presidente acusó a los corredores por el aumento de casos.
La imposibilidad de acompañar a los seres queridos en sus últimos momentos provocó una profunda angustia en la población, ya que no se podían realizar despedidas, velorios ni entierros, prácticas esenciales para afrontar la pérdida. No solo se prohibieron los funerales y velorios, sino que además los pacientes debían enfrentar la muerte sin la presencia de sus familiares porque no permitían el ingreso de familiares a los hospitales. Quienes atravesaban la enfermedad expresaban miedo y tristeza ante la idea de morir sin la compañía de sus seres queridos. El dolor por no poder decir adiós a sus muertos marcó a muchas familias. La llamada "Marcha de las piedras" fue un homenaje realizado en la ciudad de Buenos Aires a las víctimas de Covid-19  en protesta por el aislamiendo obligatorio.
Uno de los casos que cobró notoriedad mediática y se volvió emblemático fue el de Solange  Musse, quien padecía cáncer y falleció durante el aislamiento obligatorio sin que les permitieran a su papá y a su tía, que habían viajado desde Neuquén para poder compartir las últimas horas de su vida, verla.
Aunque al comienzo el ASPO tuvo mucho apoyo, con el tiempo la población comenzó a rebelarse. Entre el 16 de marzo y el 7 de junio de 2020 ya había habido hubo 489 protestas sociales en las calles. Cuando se cumplieron dos años del ASPO, miles de personas se manifestaron con cacerolazos y diversas protestas en el Obelisco en la Ciudad Autónoma de Buenos Aires y en otros puntos del país, por la “libertad” y en contra del “encierro”.

## Tensiones por el ASPO

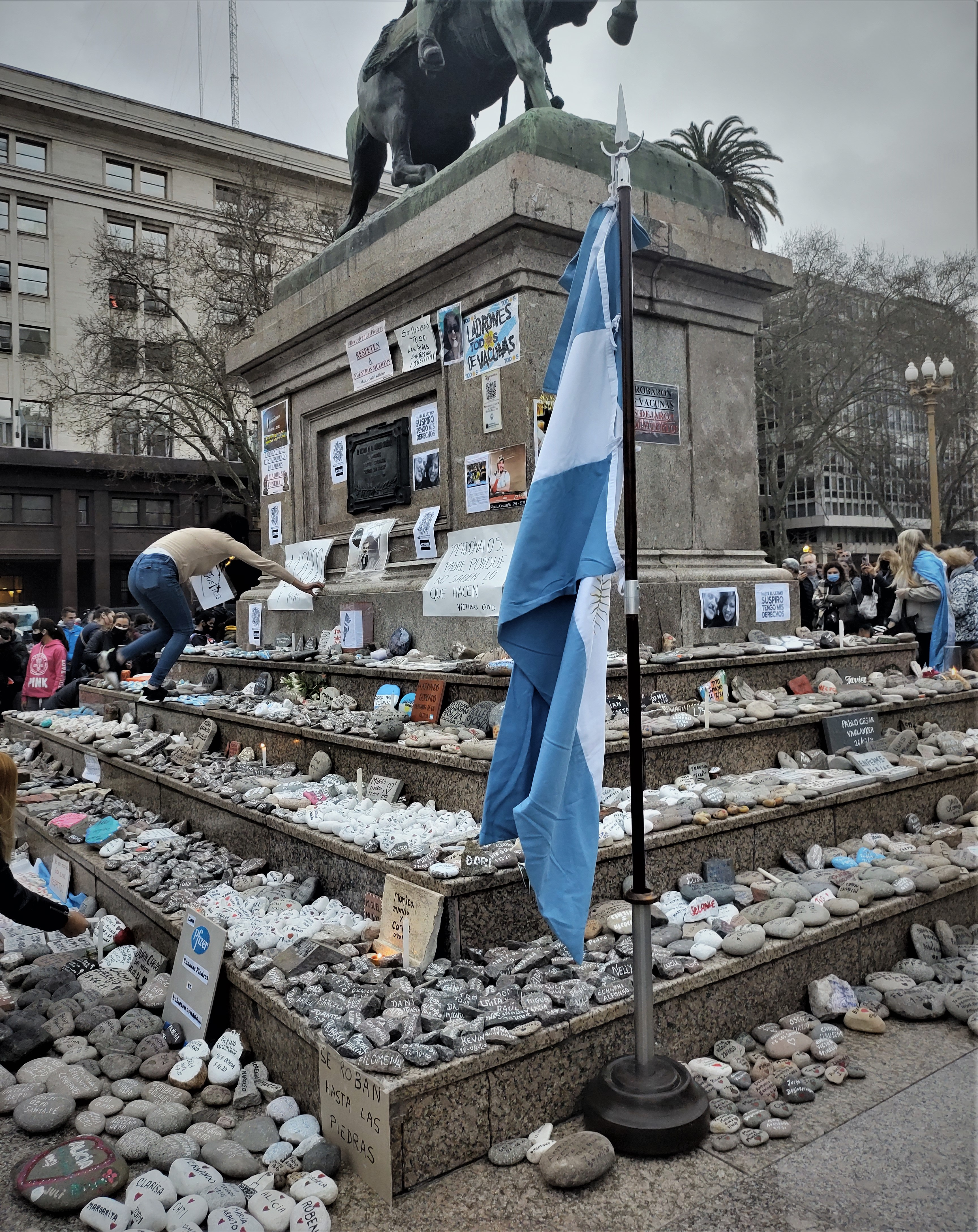
Marcha de las Piedras en Plaza de Mayo, 4 de septiembre de 2021 fue un homenaje realizado en la ciudad de Buenos Aires en honor a las víctimas del Covid-19 y en protesta por el aislamiento obligatorio.

Las tensiones se agravaron aún más a raíz del denominado escándalo por vacunatorio VIP en el Ministerio de Salud de Argentina que estalló en febrero de 2021 y puso en duda la equidad en el acceso a la vacunación, y con el llamado «escándalo de la fiesta de Olivos», cuando los argentinos se enteraron de que durante la pandemia la familia presidencial no solamente había continuado con su vida normal sino que incluso habían festejado fiestas en la quinta presidencial en la localidad de Olivos.
En primer caso se dio en el marco de la escasez de vacunas, con casos de vacunación por favoritismo o militancia política y el uso de locales partidarios para que voluntarios inscriban a la población para vacunarse, lo que llevó a la renuncia del ministro de Salud, Ginés González García. Además, se presentaron varias denuncias penales en la Justicia Federal contra Ginés González García, Carla Vizzotti, Alberto Fernández, Hugo Moyano, Horacio Verbitsky, Jorge Taiana y Eduardo Valdés, entre otros. Un gran número de personas protestó frente a la Casa Rosada. También hubo protestas en otras zonas del país, entre ellas Bariloche, Córdoba, Neuquén y la Quinta de Olivos.
El decreto del ASPRO decía:

Quedan prohibidos los eventos sociales o familiares en espacios cerrados y en los domicilios de las personas, en todos los casos y cualquiera sea el número de concurrentes, salvo el grupo conviviente. La infracción a esta norma deberá ser denunciada por la autoridad interviniente a fin de que la autoridad competente determine si se cometieron los delitos previstos en los artículos 205 y 239 del Código Penal de la Nación.

El 14 de julio de 2020, el presidente Alberto Fernández festejó el cumpleaños de Fabiola Yañez con varios invitados en la Quinta presidencial de Olivos, durante el aislamiento obligatorio que él mismo dictó y que prohibía a la gente moverse de sus casas.  Cuando la información se hizo pública, en agosto de 2021, el presidente negó que se hubiera realizado dicho festejo y afirmó que las fotos publicadas eran un montaje para perjudicarlo. El presidente negó la fiesta hasta que aparecieron varios videos de la misma. En los videos y las fotos aparecían: Alberto Fernández, Fabiola Yáñez, Carolina Marafioti, estilista personal de la primera dama, Sofía Pacchi, asesora asistente especializada de Comunicación y Protocolo y amiga de Yañez, quien durante la cuarentena ingresó más de 60 veces a Olivos, Rocío Fernández Peruilh, amiga, Santiago Basavilbaso, amigo, Emmanuel López, contratado por la Subsecretaría de Gestión Institucional como asesor de Yañez, Fernando Consagra,  pareja de Emmanuel López, Florencia Fernández Peruilh, amiga, Federico Abraham,  peluquero y colorista de Fabiola Yáñey y Stefanía Domínguez, abogada y health coach.
Tanto el presidente como la primera dama y el resto de los invitados quedaron imputados por el delito que prevé el Código Penal en su artículo 205, violación a la normativa de protección sanitaria aunque el presidente además fue imputado por el incumplimiento de los deberes de funcionario público al transgredir el decreto del ASPO que él mismo había impuesto al país. El presidente y la primera dama ofrecieron arreglarlo con un resarcimiento económico a cambio del sobreseimiento. El Presidente aseguraba que no había incurrido en ningún delito porque no se había contagiado nadie en la fiesta. En ese momento salió a la luz que, durante el ASPO visitaban a Fabiola Yáñez en la quinta de Olivos varios peluqueros, cirujanos plásticos, gimnastas, amigas y un coach de moda. La primera dama disfrutó de  61 servicios de peluquería, 18 servicio de moda y estilo, 26 servicios de fitness y 43 servicios estéticos durante el ASPRO.
A partir de comienzos de 2021, los medios afirmaban que el presidente y la primera dama estarían separados de hecho, algo que era negado por el vocero presidencial y ella dejó de aparecer en actos públicos. También salió a la luz de la opinión pública que la panelista de televisión Tamara Pettinato había visitado en la Quinta de Olivos  al presidente entre junio y octubre de 2020 y el 8 de marzo de 2021. El vocero presidencial aseguró que las visitas eran por trabajo y Pettinato afirmó que sus encuentros a solas con el presidente eran un tema personal y que ella no debía  dar explicaciones a nadie sobre temas privados. Estas visitas trajeron como consecuencia una causa penal contra la panelista. En 2024 se filtraron dos videos filmados por  Fernández en su despacho de la Casa Rosada durante el aislamiento obligatorio en el que aparecía Pettinato bebiendo cerveza y declarándole su amor. Además, los ciudadanos se enteraron de que no era la única mujer que visitaba al presidente durante el ASPO. La lista de mujeres incluía varias "famosas".

## Investigaciones judiciales por el ASPO

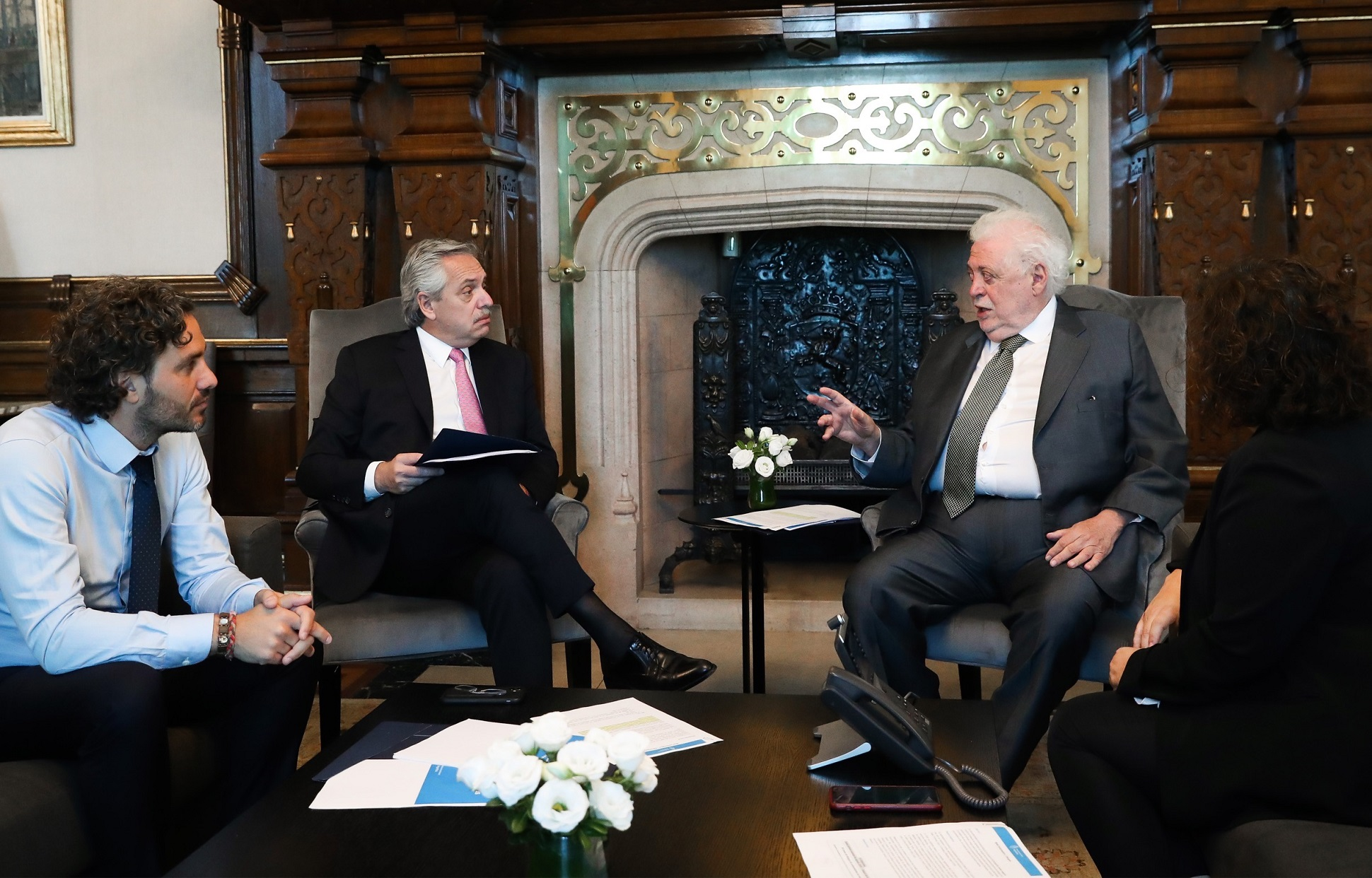
Alberto Fernández y Ginés González García conversando sobre el aislamiento.

El ministro de Salud, Ginés González García, fue procesado por la causa del vacunatorio VIP en el cual se aplicaban vacunas de manera discrecional a amigos del gobierno cuando faltaban vacunas incluso para pacientes de riesgo, pero falleció antes de que se pudiera dictar sentencia.
En diciembre de 2023 un juez decidió investigar la responsabilidad del presidente Fernández por el caso de Solange Musse, caso que fue elevado a juicio. El fiscal federal Ramiro González impulsó una denuncia contra el presidente y la modelo Sofía Pacchi por reuniones sociales realizadas en la quinta de Olivos violando el ASPO.
En 2023, la ministra de Salud, Carla Vizzotti, fue denunciada penalmente por haber violado la cuarentena y haber pemitido visitas discrecionales a internados por COVID-19 durante el Aislamiento Social Preventivo y Obligatorio, y también  fue denunciada penalmente por irregularidades en los testeos de COVID-19 para supuestamente sacar rédito económico.
En 2024, la Justicia ordenó al gobierno borrar la bases de datos de la aplicación CUID.AR que se utilizó en la pandemia.
En 2024, el que fuera ministro de Economía durante la gestión de Alberto Fernández, Martín Guzmán,  reconoció que el mantenimiento de la cuarentena  fue más larga de lo que tendría que haber sido y que ello obedeció a motivos de conveniencia política, o una suerte de bandera política, ya que le estaba yendo bien con la sociedad  y que la administración de la pandemia es lo que hacía fuerte al gobierno, es decir, que se dio porque les daba rédito político para tener un control total sobre la economía.
El legislador Yamil Santoro denunció penalmente al Fernández por las medidas de aislamiento durante el ASPO  y el fiscal Carlos Stornelli, titular de la Fiscalía Nacional en lo Criminal y Correccional Federal N° 4,  lo imputó por presunto abuso de autoridad y violación de los deberes de funcionario público.
El fiscal Guillermo Marijuan presentó otra denuncia  porque «los funcionarios involucrados habrían actuado de manera arbitraria y abusiva en el dictado de los actos normativos que procuraron extender el confinamiento por demás de lo que debía haber sido y a sabiendas de la información técnica con la que se contaba, todo ello para obtener un rédito político, apartándose de las normas como del fin que justifican el ejercicio de la alta función pública en la cual se encontraban».